# ماريوس بولدت
ماريوس بولدت (بالنرويجية البوكمول: Marius Boldt)‏ هو لاعب كرة قدم نرويجي في مركز الدفاع، ولد في 3 فبراير 1989 في درامن في النرويج. لعب مع نادي سترومسغودست ونادي ميوندالن.

## وصلات خارجية
- ماريوس بولدت على موقع اتحاد النرويج (النرويجية)
- ماريوس بولدت على موقع قاعدة بيانات كرة القدم.إي يو (الإنجليزية)
- ماريوس بولدت على موقع Soccerway.com (الإنجليزية)